# Isaak Levitan
Isaak Iljitsj Levitan (Russisch: Исаа́к Ильи́ч Левита́н) (Kibarti, 18/30 augustus 1860 - Moskou, 22 juli/4 augustus(*) 1900) was een Russisch landschapsschilder, die tot de stroming van De Zwervers (Peredvizjniki) behoorde.

## Leven en werk

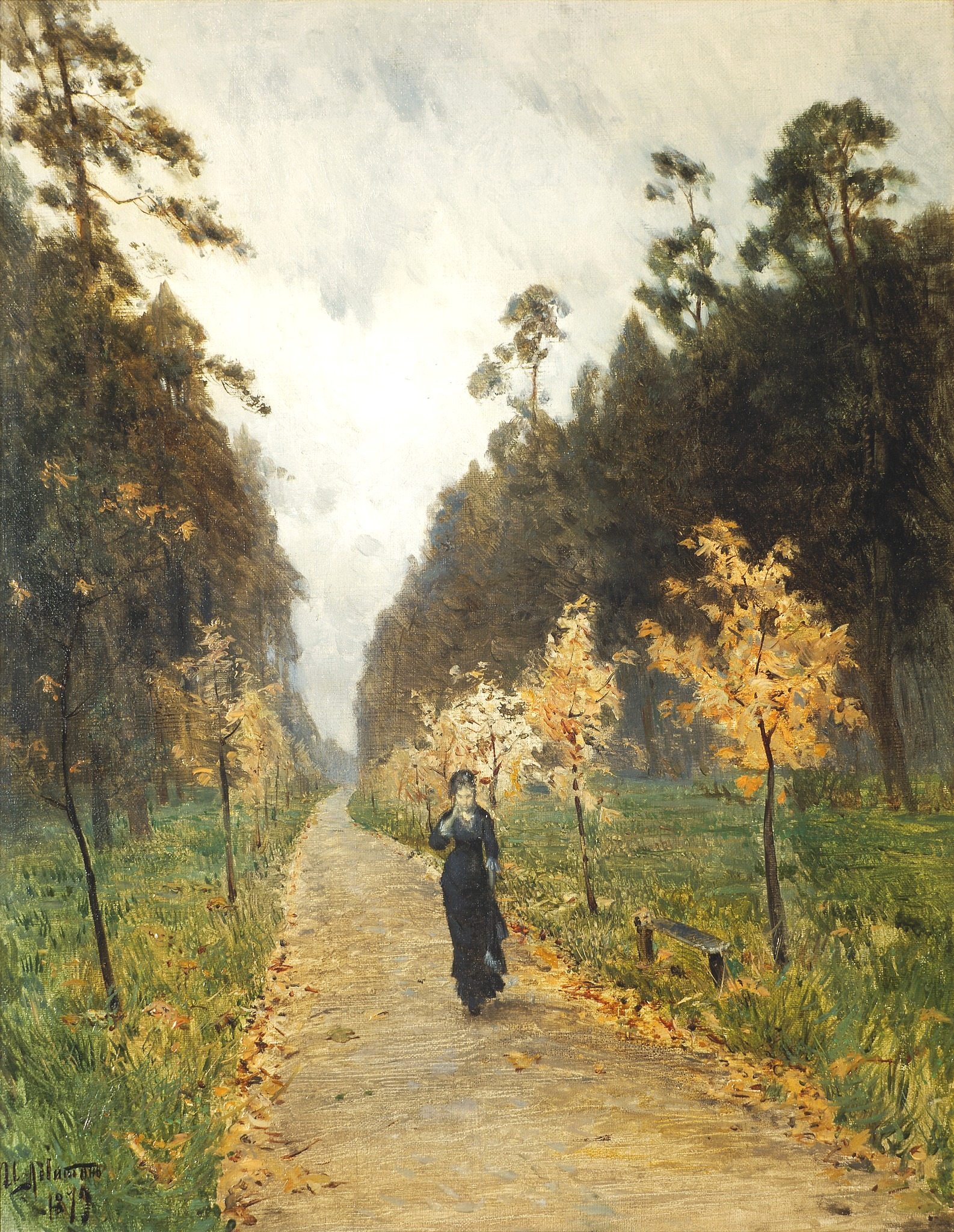
Herfstdag in Sokolniki, 1879, Tretjakovgalerij, Moskou

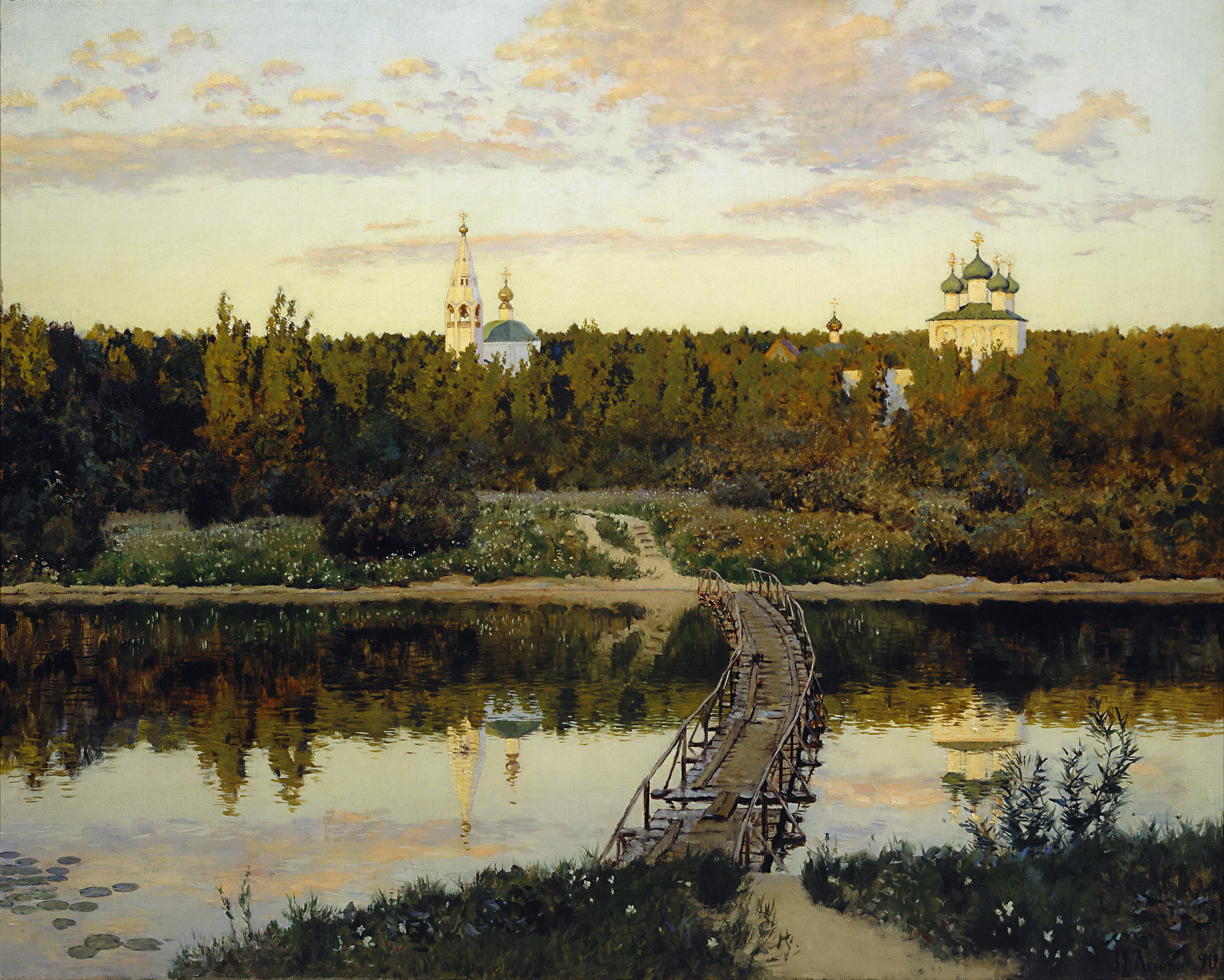
Het stille klooster, ca. 1890, Tretjakovgalerij, Moskou

Levitan werd in 1860 geboren in het kleine stadje Kibarti in de omgeving van Kaunas in Litouwen in een arme joodse familie. Zijn vader was leraar Frans en Duits en later vertaler voor een Frans bouwbedrijf. In 1870 verhuisde het gezin Levitan naar Moskou. 
In september 1873 werd Levitan aangenomen aan de Moskouse School voor Schilderkunst, Beeldhouwkunst en Architectuur, waar hij les kreeg van Aleksej Savrasov, Vasili Perov en Vasili Polenov. Toen in 1875 zijn moeder overleed en zijn vader zodanig ziek werd dat hij zijn kinderen niet meer kon onderhouden, kreeg Levitan een beurs van de school om hem de kans te geven op school te blijven. Tijdens zijn studie raakte Levitan bevriend met de schilders Konstantin Korovin, Michail Nesterov en Nikolaj Tsjechov, en via deze met diens broer, de beroemde schrijver Anton Tsjechov. Levitan was vaak te gast bij Tsjechov, en mogelijk was hij verliefd op Tsjechovs zuster, Maria Pavlovna Tsjechova. 
Zijn eerste tentoonstelling was in 1877 en werd positief ontvangen door de pers. In mei 1879 werd de familie Levitan door nieuwe beperkende wetgeving omtrent de permanente verblijfplaats van Joden gedwongen te verhuizen. Onder druk van de bewonderaars van Levitans werk mocht hij echter in de herfst al terugkeren naar Moskou. Vanaf 1880 begon Pavel Tretjakov schilderijen van Levitan te kopen; deze schilderijen zijn nu onderdeel van de collectie van de Tretjakov-Galerij.
In de tentoonstelling van De Zwervers in 1884 waren ook enkele werken van Levitan. In 1891 werd hij als lid toegelaten tot De Zwervers. Als landschapsschilder pur sang schilderde Levitan nauwelijks stadsgezichten. Op het toppunt van zijn roem werd Levitan in 1897 lid van de Keizerlijke Academie der Schone Kunsten en in 1898 werd hij benoemd tot directeur van zijn oude school. 
In 1897 werd bij Levitan een ernstige hartkwaal ontdekt. Hij bracht het laatste jaar van zijn leven (1900) door in Goerzoef, in het zomerverblijf van Tsjechov op de Krim. Hij werd begraven op de joodse begraafplaats Dorogomilov, en in augustus 1941 werd hij in Moskou herbegraven op de Novodevitsji-begraafplaats, dat bij het Novodevitsji-klooster hoort, vlak bij het grafmonument van Tsjechov.

## Museum
In het plaatsje Ples, ca. 350km ten noordoosten van Moskou bevindt zich een museum met 23 werken van Levitan. Hiervan werden er 5 gestolen in augustus 2014.

## Noot
1. ↑  De eerste datum is volgens de juliaanse kalender, die in Rusland tot de Oktoberrevolutie in 1917 gebruikt werd; de tweede datum is de datum zoals die volgens de nu gebruikte gregoriaanse kalender zou zijn geweest.

- Bibsys: 98020038
- Bibliothèque nationale de France: cb11946560c (data)
- CiNii: DA09548439
- Gemeinsame Normdatei: 118640518
- International Standard Name Identifier: 0000 0001 2210 2583
- Library of Congress Control Number: n82001658
- Nationale Bibliotheek van Letland: 000240500
- MusicBrainz: 29b2bbb8-92d4-47a6-9aaa-6ef7eda6aa4f
- Bibliotheek van het Japanse parlement: 00620999
- Nationale Bibliotheek van Tsjechië: xx0030185
- Nationale bibliotheek van Australië: 36063619
- Nationale Bibliotheek van Israël: 987007313185205171
- Nationale Bibliotheek van Polen: a0000002006180
- Nationale en Universitaire bibliotheek Zagreb: 000308301
- Nederlandse Thesaurus van Auteursnamen: 070670536
- Réseau des bibliothèques de Suisse occidentale: 02-A021722315
- RKD-Nederlands Instituut voor Kunstgeschiedenis: 49767
- LIBRIS: 71068
- SNAC: w6k39rb4
- Système universitaire de documentation: 027420434
- Trove: 1205139
- Union List of Artist Names: 500012882
- Virtual International Authority File: 331151778247818130002